# بازی‌های المپین ونلاک

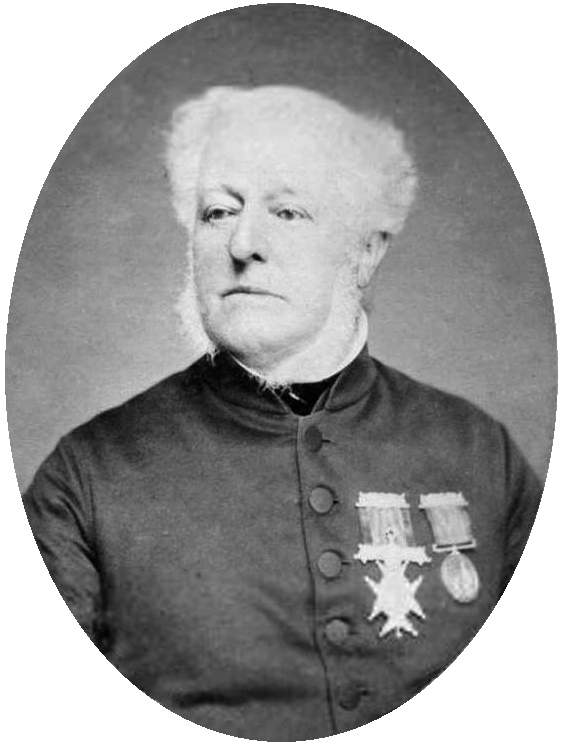
دکتر ویلیام پنی بروکس، بنیانگذار بازی‌های المپین ونلاک

بازی‌های اُلمپین ونلاک (به انگلیسی: Wenlock Olympian Games) تورنمنتی بود که قدمت آن به سال ۱۸۵۰ میلادی می‌رسد و پیشروی بازی‌های المپیک مدرن است. این بازی‌ها توسط انجمن المپین ونلاک (WOS) سازماندهی می‌شدند. این مسابقات به صورت سالانه بوده و در مکان‌های مختلفی از شراپ‌شر، انگلستان و در مرکز بازار ماچ ونلاک برگزار می‌شدند. یکی از دو شگون در بازی‌های المپیک تابستانی ۲۰۱۲ به افتخار بازی‌های المپین ونلاک، «ونلاک» نام گرفت.

## تاریخچه
در ۲۵ فوریه ۱۸۵۰ میلادی، انجمن کتاب‌خوانی زراعی ونلاک (WARS) تصمیم گرفت تا کلاسی به نام کلاس المپین تأسیس کند که بنا بر ادعای سامان‌دهندگان، برای ارتقای بهبود اخلاقی، فیزیکی و فکری ساکنان شهر و محله ونلاک و به ویژه طبقات کارگر، مفید واقع گردد و همچنین، با تشویق به تفریح در فضای باز، با اعطای جوایز سالانه در گردهمایی‌های عمومی برای بالا بردن مهارت در تمرینات ورزشی و مهارت در دستاوردهای فکری و صنعتی نیز حائز اهمیت باشد. دبیر این کلاس و نیروی محرکه بازی‌های المپین، دکتر ویلیام پنی بروکس نام داشت. او به واسطهٔ کار خود به عنوان پزشک و جراح، در سراسر ناحیه ونلاک که عمدتاً متشکل از آبادی‌های مادلی، بروسلی و ماچ ونلاک بود، فردی شناخته شده بود و اینچنین توانست این رویدادها را ایجاد کند.
نخستین گردهمایی در ۲۲ تا ۲۳ اکتبر ۱۸۵۰ میلادی، در میدان مسابقه ماچ ونلاک برگزار شد. در اولین دورهٔ بازی‌ها، ترکیبی از دو و میدانی و ورزش‌های سنتی روستایی مانند کویتز، فوتبال و کریکت به رقابت گذاشته شدند. رویدادها همچنین شامل دویدن، دوچرخه‌سواری با موانع و دوچرخه‌سواری در پنی-فارتینگ بود. برخی از بازی‌های اولیه شامل «رویدادهای سرگرم‌کننده» می‌شدند، مانند مسابقه حمل چرخ دستی با چشم بسته و یک سال (۱۸۵۱) «مسابقه پیر زنان» با جایزه یک پوند چای، برگزار شد.

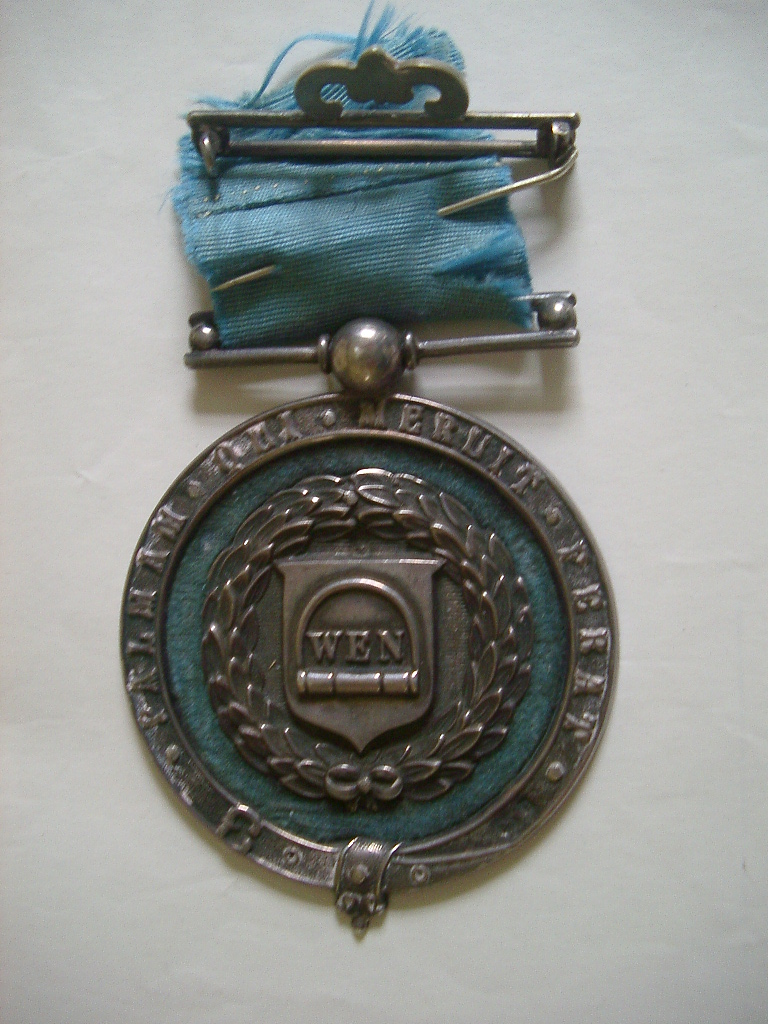
یک مدال نقره از بازی‌های المپین ونلاک ۱۸۶۴

در سال ۱۸۵۹ میلادی کلاس المپین ونلاک، ۱۰ پوند به عنوان جایزه برای بهترین دونده در مسابقه مسیر بلند المپیک زاپاس که در نوامبر همان سال برگزار در آتن برگزار می‌شد، فرستاد؛ البته المپیک زاپاس فقط برای ورزشکاران یونانی‌زبان مجاز بود. جایزه ونلاک، بزرگ‌ترین جایزه‌ای بود که در آن دوره پتروس ولیساریوس اهل سمیرنا (ازمیر کنونی) در امپراتوری عثمانی، موفق شد آن را ببرد و یکی از اولین المپین‌های بین‌المللی محسوب شود.
در سال ۱۸۶۰، بروکس بازی‌های اُلمپین شارپ‌شیر را معرفی کرد و اولین دورهٔ بازی‌های خود را، علی‌رغم آب و هوای بد، در ماچ ونلاک افتتاح کرد. سرهنگ دوم هربرت ادواردز، که بروکس از او برای سخنرانی در بازی‌ها دعوت کرده بود، بنیانگذاری این مسابقات و ساماندهی آن را تحسین کرد، اما با تأثیر پذیرفتن از واژگان یونانی «المپین» مخالفت کرد و علناً پیشنهاد کرد که این بازی‌ها «کلاس کار و بازی بریتانیایی شارپ‌شیر» نامیده شود. با وجود این، نام المپین بر جای ماند.
به دنبال اختلاف با انجمن کتابخوانی زراعی، در نوامبر ۱۸۶۰ میلادی، کلاس المپیک ونلاک از آن جدا شد و نام خود را به انجمن المپین ونلاک تغییر داد.
اولین بازی‌های ملی المپین در سال ۱۸۶۶ میلادی، در لندن برگزار شد و توسط انجمن ملی المپین (NOA) که توسط بروکس در سال ۱۸۶۵ تأسیس شده بود، سازماندهی شد. این انجمن فعالیت خود را در سال ۱۸۸۳ متوقف کرد.

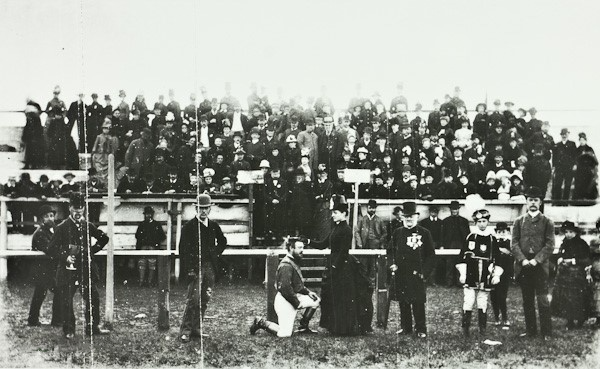
ویلیام پنی بروکس (با چتر و مدال و ایستاده در کنار منادی لباس متحدالشکل) در بازی‌های المپین ونلاک ۱۸۸۷

بارون پیر دو کوبرتن در سال ۱۸۹۰ از انجمن المپین ونلاک بازدید کرد و جشنواره ویژه ای به افتخار او برگزار شد. او از دکتر بروکس الهام گرفت و در ادامه کمیته بین‌المللی المپیک را تأسیس کرد. بروکس به عنوان نماینده افتخاری در کنگره سوربن ۱۸۹۴، که در آنجا کمیته بین‌المللی المپیک تأسیس و نامگذاری شد، دعوت شده بود ولی او به دلیل بیماری نتوانست در اجلاس شرکت کند. بازی‌های المپین ونلاک پس از مرگ او در سال ۱۸۹۵ به‌طور متناوب ادامه یافت و در سال‌های ۱۹۵۰ و ۱۹۷۷ احیا شد. مجموعه فعلی از سال ۱۹۷۷ در حال اجرا است و از سوی کمیته المپیک و انجمن المپیک بریتانیا (BOA) به رسمیت شناخته شده است، که نمونه آن بازدید شاهزاده سلطنتی از آن در سال ۱۹۹۰ و خوان آنتونیو سامارانچ به نمایندگی از کمیته جهانی المپیک در سال ۱۹۹۴ است.
شگون بازی‌های المپیک تابستانی لندن ۲۰۱۲ به نام ونلاک با اقتباس از عنوان شهر «ماچ ونلاک» نامگذاری شد، جایی که انجمن المپین ونلاک و بازی‌های آن سرآغاز احیای المپیک بود و شگون بازی‌های پارالمپیک تابستانی ۲۰۱۲ به افتخار بیمارستان استوک ماندویل، جایی که بازی‌های پارالمپیک آغاز شد، ماندویل نام گرفت.

## رویدادها
المپین ونلاک همچنان برگزار می‌شود. در سال ۲۰۱۷ بازی‌های آن شامل موارد زیر بود:
- تیراندازی با کمان
- دو و میدانی
- بدمینتون
- شمشیربازی
- بیاتلون نوجوانان
- کریکت کویک
- نیمه ماراتن
- نت بال
- دوی جاده‌ای
- هاکی مکتبی
- تنیس
- سه‌گانه
- والیبال
- هنرهای زنده شامل موزیک، فن خطابه و رقص (برای شرکت کنندگان در سن مدرسه آزاد است)